# Neualbenreuth
Neualbenreuth é um município da Alemanha, situado no distrito de Tirschenreuth, no estado da Baviera. Tem 50,13 km² de área, e sua população em 2019 foi estimada em 1.348 habitantes.